# Hoekschewaardplein
Het Hoekschewaardplein is een plein in Amsterdam-Noord.
Het plein en ook de Hoekschewaardweg liggen in Tuindorp Buiksloot in het buurtje Blauwe Zand. Die naam verwijst naar de blauwe kleur van het opgespoten zand destijds. De naam leeft ook voort in de Blauwezandbrug. Zowel plein als straat kregen op 18 maart 1931 hun naam, een vernoeming naar het Zuid-Hollandse eiland Hoeksche Waard. In de omgeving kregen straten en pleinen allemaal namen vernoemd naar eilanden. 
Omstreeks 1931 werd deze wijk volgebouwd met woningen ontworpen door Jo Mulder. Gezien zijn bedrijvigheid hier is het mogelijk dat hij ook het stedenbouwkundige plan voor deze wijk heeft geleverd. Mulder was actief voor de Gemeentelijke Woningdienst, die hier opdrachtgecver was. Daar waar elders zijn werk het tot de status van gemeentelijk monument dan wel rijksmonument bracht, zijn de woningen aan het Hoekschewaardplein ingedeeld in Orde 3 (niet bijzonder).      